# Amber Benson

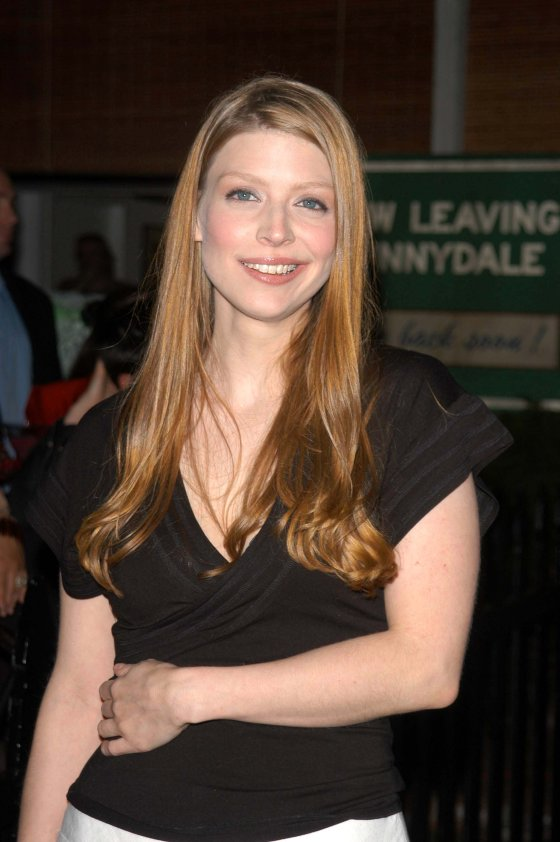
Amber Benson (2003)

Amber Nicole Benson (* 8. Januar 1977 in Birmingham, Alabama) ist eine US-amerikanische Schauspielerin, Regisseurin und Drehbuchautorin, hauptsächlich bekannt durch ihre Darstellung der Tara Maclay in der Fernsehserie Buffy – Im Bann der Dämonen.

## Karriere
Amber Benson tanzte als kleines Kind auf der Bühne, nahm Gesangsunterricht und fing schließlich an zu schauspielern. Bekannt wurde sie durch die Rolle der Tara Maclay in der Serie Buffy – Im Bann der Dämonen, in der sie ab 1999 von der vierten Staffel an eine lesbische Hexe spielte.
Sie sang unter anderem in der Buffy-Musical-Episode Noch einmal mit Gefühl und auf dem Album Music for Elevators (2002) von Buffy-Kollege Anthony Stewart Head.
In Independent-Kreisen hat sich Benson einen Namen als Regisseurin und Drehbuchautorin der Filme Chance (2002) und Lovers, Liars and Lunatics (2005) gemacht, in welchen sie jeweils auch selbst die Hauptrolle spielt. Beide Filme wurden durch Merchandising mitfinanziert und werden von Benson Entertainment, der Produktionsfirma der Familie Benson, produziert.
Des Weiteren arbeitet sie an ihrer ersten Buchreihe Jenseits GmbH, deren erster Band Lieber Tod als Teufel im Oktober 2009 in Deutschland erschien.

## Bücher
- 2005: Ghosts of Albion
- 2006: Witchery
- 2006: The Seven Whistlers (Novelle, mit Christopher Golden)
- 2009: Death’s Daughter (Jenseits GmbH Lieber Tod als Teufel)
- 2010: Among the Ghosts
- 2010: Cat’s Claw (Jenseits GmbH Einmal Tod ist nicht genug)
- 2011: Serpent’s Storm
- 2012: How to be Death
- 2015: The Witches of Echo Park

## Filmografie

### Als Regisseurin
- 2002: Chance
- 2006: Lovers, Liars and Lunatics
- 2010: Drones (Co-Regisseur)

### Als Darstellerin
- 1993: Das Biest (The Crush)
- 1993: Jack Reed – Unter Mordverdacht (Jack Reed: Badge of Honor, Fernsehfilm)
- 1993: König der Murmelspieler (King of the Hill)
- 1994: 36 Tage Terror (S.F.W.)
- 1994: Jack Reed – Gnadenlose Jagd (Jack Reed: A Search for Justice, Fernsehfilm)
- 1994: Unsere Welt war eine schöne Lüge (Imaginary Crimes)
- 1995: Bye Bye, Love
- 1995: Jack Reed – Vertrauter Killer (Jack Reed: One of Our Own, Fernsehfilm)
- 1998: Ich kann’s kaum erwarten (Can’t Hardly Wait)
- 1999: Deadtime (Kurzfilm)
- 1999: Take It Easy (Kurzfilm)
- 1999–2002: Buffy – Im Bann der Dämonen (Buffy the Vampire Slayer, Fernsehserie, 47 Folgen)
- 2000: The Prime Gig
- 2001: Don’s Plum
- 2001: Hollywood, Pennsylvania
- 2001: The Enforcers (Miniserie)
- 2002: Chance
- 2002: Taboo – Das Spiel zum Tod (Taboo)
- 2003: Latter Days
- 2005: Intermedio
- 2005: Race You to the Bottom
- 2006: Holiday Wishes (Fernsehfilm)
- 2006: Lovers, Liars and Lunatics
- 2006: Simple Things
- 2006: Tripping Forward
- 2007: Girltrash! (Kurzfilm)
- 2007: Gryphon (Fernsehfilm)
- 2007: Kiss the Bride
- 2008: 7 Things to Do Before I’m 30 (Fernsehfilm)
- 2008: Porn Horror Movie (One-Eyed Monster)
- 2008: Strictly Sexual – Endlich Sex!! (Strictly Sexual)
- 2009: Tripping Forward
- 2010: The Killing Jar
- 2012: Dust Up
- 2014: Tom Holland’s Twisted Tales
- 2014: Morganville: The Series (Fernsehserie, 6 Folgen)
- 2015: Desire Will Set You Free
- 2016: The Crooked Man (Fernsehfilm)
- 2017: Apartment 407 (Selling Isobel)
- 2018: House of Demons
- 2018: Glossary of Broken Dreams
- 2018: The Griddle House
- 2019: The Nightmare Gallery
- 2024: I Saw the TV Glow

#### Gastauftritte
- 1998: Ein Wink des Himmels (Promised Land, Folge 3x09 Keine Macht den Drogen)
- 1999: Immer wieder Fitz (Cracker, Folge 1x12)
- 2004: Cold Case – Kein Opfer ist je vergessen (Cold Case, Folge 1x16 Freiwillige)
- 2006, 2011: Supernatural (Folgen 2x03 Blutrausch und 6x19 Krone der Schöpfung)
- 2008: Private Practice (Folge 2x18 Anfang oder Ende?)
- 2010: Grey’s Anatomy (Folge 7x07 Loslassen)
- 2012: Ringer (Folge 1x10 Weiße Rosen)
- 2013: Shelf Life (Folge 1x06 Powered Up)
- 2013: Twisted Tales (Folge 1x06 Shockwave)
- 2014: The Glass Slipper Confessionals (Folgen 1x05 Think Happy Thoughts und 1x06 The Pixie Chicks)